# Rozszczepienie jądra atomowego

Wymuszone rozszczepienie atomu uranu ^{235}U, na skutek zderzenia z neutronem. W wyniku rozpadu uwalniane są trzy nowe neutrony zgodnie z reakcją
^{235}_{92}U + ^{1}_{0}n → ^{93}_{36}Kr + ^{140}_{56}Ba + 3 ^{1}_{0}n

Rozszczepienie jądra atomowego – przemiana jądrowa polegająca na rozpadzie jądra na co najmniej dwa fragmenty o zbliżonych masach.
Zjawisku towarzyszy emisja neutronów, a także kwantów gamma, które unoszą znaczne ilości energii (kilka MeV na rozpad). Ponieważ jądra ulegające rozszczepieniu zwykle są jądrami ciężkimi, które posiadają więcej neutronów niż protonów, obydwa fragmenty powstałe w rozszczepieniu są jądrami neutrono-nadmiarowymi. Nadmiar neutronów jest z nich emitowany podczas aktu rozszczepienia (neutrony natychmiastowe) lub z pewnym opóźnieniem (neutrony opóźnione).
Jądra atomowe ulegają rozszczepieniu zarówno w sposób samoistny, jak i wymuszony. W tym drugim przypadku rozszczepiają się w wyniku zderzenia z neutronami, protonami, kwantami gamma lub innymi cząstkami. Największe praktyczne znaczenie ma rozszczepienie wymuszone wywołane zderzeniem z neutronami (w energetyce i wojskowości; patrz też niżej). Rozszczepienie samorzutne są istotne w metodach datowania radioizotopowego. Metodą łączącą oba aspekty jest analiza aktywacyjna.
Ze względu na przeważające zainteresowanie rozszczepieniem wymuszonym, zazwyczaj opuszcza się przymiotnik „wymuszone” i przez termin „rozszczepienie jądra atomowego” rozumie się rozszczepienie wywołane pochłonięciem neutronu. Z tego też względu w tym artykule opisane jest wymuszone rozszczepienie. Rozszczepienie samoistne opisane jest w oddzielnym artykule.

## Wymuszone rozszczepienie jądra atomowego
Zazwyczaj rozszczepienie jądra atomowego nie jest jedyną możliwością rozpadu po wchłonięciu przez ciężkie jądro neutronu albo protonu. Konkurują z nim inne dozwolone energetycznie procesy jądrowe takie jak emisja kwantów gamma, emisja neutronu i inne.
Przekrój czynny na rozszczepienie (prawdopodobieństwo zajścia zjawiska) w wyniku bombardowania neutronami zależy od ich energii, oraz rodzaju jądra atomowego. Wraz ze wzrostem energii neutronów, zwykle następuje spadek przekroju czynnego na rozszczepienie. Dlatego np. jądra (233U, 235U, 239Pu) najłatwiej ulegają rozszczepieniu dla powolnych neutronów termicznych. Dla jąder tych ciężkich pierwiastków reakcja ta jest egzoenergetyczna: na przykład:
23592U + 10n → 9336Kr + 14056Ba + 3 10n
lub
23994Pu + n → 14456Ba + 9438Sr + 2 10n

23994Pu + n → 13051Sb + 10743Tc + 3 10n
Powyższym rozpadom towarzyszy też emisja fotonów gamma (o energii kilku MeV) oraz różnych rodzajów neutrin, podczas gdy zyskana energia kinetyczna przez produkty rozpadu to około 200 MeV). Energia ta, to energia uwolniona w rozpadzie jednego jądra. Przy rozszczepieniu wszystkich jąder w 1 kilogramie 23592U wydzieliłoby się około 80 TJ, co jest równoważne eksplozji 19 kt trotylu lub spaleniu 2500 ton węgla typu antracyt.
Wiele innych jąder (np. 232Th, 238U) rozszczepia się, gdy energia neutronów jest większa od energii progowej (są to jądra ciężkich pierwiastków, dla których reakcja ta jest endoenergetyczna). Po jej przekroczeniu (dla 238U około 1 MeV) następuje skokowy wzrost przekroju czynnego na rozszczepienie.
Pojedynczy akt rozszczepienia jądra atomowego może w sprzyjających warunkach indukować (poprzez emitowane neutrony) dalsze rozszczepienia, prowadząc do reakcji łańcuchowej, co znalazło zastosowanie w reaktorze jądrowym i bombie atomowej (pośrednio również bombie wodorowej i neutronowej ze względu na sposób inicjacji syntezy jądrowej w tych bombach).
Z praktycznego punktu widzenia największe znaczenie mają własności rozszczepienia jąder, które ulegają rozszczepieniu już przy bombardowaniu neutronami o małej energii.
Zjawisko rozszczepienia jądra atomowego odkryli w 1938 roku Otto Hahn i Fritz Straßmann. W 1939 roku Lise Meitner wraz ze swoim siostrzeńcem Otto Robertem Frischem opublikowali artykuł „Disintegration of Uranium by Neutrons: a New Type of Nuclear Reaction” (Nature, 143, 239-240), wyjaśniając w nim podstawy teoretyczne zjawiska rozszczepienia jądra atomowego.

## Fragmenty rozszczepienia

Rozkład masowy fragmentów rozszczepienia neutronami o energii 1,5 MeV dla różnych materiałów rozszczepialnych.

Części jąder powstałych podczas rozszczepienia nazywa się fragmentami. Fragmenty i produkty ich rozpadu nazywane są wspólnie produktami rozszczepienia.
Powstałe jądra mają zwykle liczbę masową z przedziału 95-140 (największe ilości z przedziałów 90-100 i 130-140), a pełny zakres obejmuje liczby masowe od 72 do 164. Fragmenty uzyskują energię kinetyczną, i silnie jonizują ośrodek.